# منديل بسر (سقز)
قرية منديل بسر (بالكردية: مەندیل بەسەر) هي إحدى القرى التابعة لـسرا في ريف قسم مركزي من مقاطعة سقز، في محافظة كردستان الإيرانية.

## السكان
حسب إحصاءات سنة 2006، بلغ إجمالي السكان في منديل بسر 23 نسمة وعدد المساكن 5 مسكن. لغة سكان منديل بسر هي اللغة الكردية و هم من أهل السنة والجماعة والمذهب الشافعي.